# Dudley (Caroline du Nord)
Pour les articles homonymes, voir Dudley.
Dudley est une census-designated place située dans le comté de Wayne, dans l’État de Caroline du Nord, aux États-Unis. Lors du recensement de 2020, elle comptait 826 habitants.